# Yuma (prénom)
Pour les articles homonymes, voir Yuma.
Yuma est un prénom mixte.

## Sens et origine du prénom
- Prénom masculin d'origine nord-amérindienne[1].
- Prénom qui signifie » fils du chef » du peuple Yuman, nord-amérindiens originaires de Basse-Californie (Mexique).
- Également le nom de villes : Yuma ville américaine de l'Arizona ; ville de la République dominicaine ; comté de Yuma.

## Prénom de personnes célèbres et fréquence
- Yuma, titre d'un comic français publié par les Éditions Lug.
- Prénom peu usité aux États-Unis[2].